# Masdevallia lucernula
Masdevallia lucernula är en orkidéart som beskrevs av Willibald Königer. Masdevallia lucernula ingår i släktet Masdevallia och familjen orkidéer.
Artens utbredningsområde är Peru. Inga underarter finns listade i Catalogue of Life.